# Mitracarpus capitatus
Mitracarpus capitatus là một loài thực vật có hoa trong họ Thiến thảo. Loài này được Lozada-Pérez & Borhidi mô tả khoa học đầu tiên năm 2007.